# Зигоска-2
Зигоска-2 — деревня в Гдовском районе Псковской области России. Входит в состав Юшкинской волости Гдовского района.
Расположена на побережье Чудского озера, в 8 км к юго-западу от райцентра и в 7 км к северо-западу от волостного центра Юшкино. Южнее находится деревня Зигоска-1.

## Население
Численность населения деревни по оценке на 2000 год составляет 20 жителей.